# Братков Сергій Анатолійович
Братков Сергій Анатолійович ( нар. 28 червня 1960, м. Харків) — сучасний фотограф,  медіа-художник. Роботи Браткова одержали міжнародне визнання та були представлені на Венеціанському бієннале (2005 р.) та на Бієннале в Сан-Паулу (2000 р.).

## Біографія
Братков навчався в Харківській художній школі ім. Рєпіна з 1968 до 1978 р. В 1983 р. закінчив Політехнічну академію в Харкові, факультет промислової електроніки. 
В 1984 році разом з Борисом Михайловим, Сергієм Солонським та Вікторією Михайловою заснував "Fast Reaction Group". Заснува харківську галерею “Up / Down”, яка проіснувала з 1993 до 1997 року.
В 2000 році переїжджає жити в Москву, займається викладанням в Московській школі фотографії та мультимедіа імені Радченко.